# Runaway Train
Runaway Train (br Expresso para o Inferno; pt Comboio em Fuga) é um filme americano de 1985, do gênero ação, dirigido por Andrei Konchalovsky.

## Sinopse
Manny (Jon Voight) é um criminoso que cumpre pena em uma prisão de segurança máxima no Alasca. Após sair da solitária onde passou os últimos três anos, Manny é aclamado como herói por seus companheiros de prisão. Um de seus maiores discípulos é Buck (Eric Roberts), um estuprador cujo trabalho empurrando carrinhos na lavanderia, é parte importante no plano de fuga de Manny. Assim, os dois abrem caminho para a liberdade através dos esgotos da prisão, direto para a crueldade gelada do Alasca, até uma remota estação de trens. Lá, pegam "carona" em um trem cargueiro sem saber que seu condutor morreu, vítima de um fulminate ataque do coração e, a única pessoa a bordo é Sara, que trabalha na manutenção do gigantesco trem. Totalmente descontrolado e correndo montanha abaixo, o trem se aproxima de uma gigantesca colisão, enquanto o trio tenta soltar os cabos que unem a locomotiva e fugir dos guardas da prisão que estão em sua perseguição. Muita ação e aventura em meio à neve e frio do Alasca.

## Elenco
- Jon Voight - Manny
- Eric Roberts - Buck
- Rebecca De Mornay - Sara
- Kyle T. Heffner - Frank Barstow
- John P. Ryan - Ranken
- T. K. Carter - Dave Prince
- Kenneth McMillan - Eddie MacDonald
- Stacey Pickren - Ruby
- Walter Wyatt - Conlan
- Edward Bunker - Jonah
- Reid Cruickshanks - Al Turner
- Dan Wray - Fat Con
- Michael Lee Gogin - Short Con
- John Bloom - Tall Con
- Hank Worden - Old Con
- Danny Trejo - Boxeador

## Premios e indicações

### Prêmios
Globo de Ouro
- Melhor ator: Jon Voight - 1986

### Indicações
Oscar (1986)
- melhor ator: Jon Voight - 1986
- melhor ator coadjuvante: Eric Roberts - 1986

 Festival de Cannes
- Palma de Ouro (melhor filme): 1986

 Globo de Ouro
- Melhor filme: 1986
- Melhor ator coadjuvante: Eric Roberts - 1986